# Damrokker
Damrokker (Notostraca) er en orden af krebsdyr, som kun indeholder familien Triopsidae, der omfatter slægterne Lepidurus og Triops.
Eksempler på damrokkearter der forekommer eller har forekommet i Danmark:
- Forårsdamrokke Lepidurus apus
- Efterårsdamrokke Triops cancriformis sidst i Danmark i juni 2014.

## Klassifikation
Orden: Notostraca
- Familie: Triopsidae
  - Slægt: Lepidurus
    - Lepidurus apus (Forårsdamrokke)
    - Lepidurus arcticus (Arktisk damrokke)

  - Slægt: Triops
    - Triops cancriformis (Efterårsdamrokke)